# Metal Cup 2014-15
Metal Cup 2014-15 var den 23. udgave af den danske pokalturnering i ishockey for mandlige klubhold og blev arrangeret af Danmarks Ishockey Union. Turneringens navn refererede til dens sponsor, Dansk Metal.
Turneringen havde deltagelse af 12 hold:
- Alle ni hold fra Metal Ligaen 2013-14.
- De tre bedste hold fra Divisionen 2013-14.

De fire semifinalister fra Metal Ligaen 2013-14, SønderjyskE Ishockey, Frederikshavn White Hawks, Aalborg Pirates og Herning Blue Fox, var direkte kvalificeret til kvartfinalerne, mens de otte øvrige hold i første runde spillede om de sidste fire kvartfinalepladser.
Turneringen blev vundet af Herning Blue Fox, som dermed vandt titlen for andet år i træk og syvende gang i alt (heri medregnet titler vundet af moderklubben Herning IK). I finalen besejrede midtjyderne SønderjyskE Ishockey med 2-1. Kampen blev afgjort knap fire minutter før tid, hvor Brad Schell med en perfekt styring rettede et skud fra Bjørn Uldall af. Det var sjette år i træk, at turneringen blev vundet af Herning Blue Fox eller SønderjyskE Ishockey.

## Resultater

### Første runde
I første runde spillede de otte lavest rangerende hold om fire pladser i kvartfinalerne. De fire hold blev parret i fire opgør, der blev afgjort i én kamp.
| Dato | Kamp                                    | Res. | Perioder           |
| ---- | --------------------------------------- | ---- | ------------------ |
| 2.9. | Herlev Eagles – Esbjerg Energy          | 3–2  | 1-0, 1-1, 0-1, 1-0 |
| 5.9. | Hvidovre IK – Rungsted Ishockey         | 2–6  | 0-3, 1-3, 1-0      |
| 5.9. | Odense Bulldogs – Unibet Stars Gentofte | 5–3  | 1-1, 2-0, 2-2      |
| 5.9. | Amager Ishockey – Rødovre Mighty Bulls  | 2–5  | 2-0, 0-2, 0-3      |

### Kvartfinaler
I kvartfinalerne spillede de fire vindere fra 1. runde sammen med de fire hold, der sad over i 1. runde, om fire pladser i semifinalerne. De otte hold blev parret i fire opgør, der blev afgjort over to kampe (ude og hjemme).
| Dato                                       | Kamp                                     | Res. | Perioder      |
| ------------------------------------------ | ---------------------------------------- | ---- | ------------- |
| 12.9.                                      | Rungsted Ishockey – Rødovre Mighty Bulls | 4–6  | 1-0, 2-3, 1-3 |
| 13.9.                                      | Rødovre Mighty Bulls – Rungsted Ishockey | 3–4  | 1-0, 1-2, 1-2 |
| Rødovre Mighty Bulls vinder samlet med 9–8 |                                          |      |               |

| Dato                                  | Kamp                                        | Res. | Perioder      |
| ------------------------------------- | ------------------------------------------- | ---- | ------------- |
| 12.9.                                 | Aalborg Pirates – Frederikshavn White Hawks | 2–2  | 1-1, 0-1, 1-0 |
| 13.9.                                 | Frederikshavn White Hawks – Aalborg Pirates | 2–3  | 1-2, 1-1, 0-0 |
| Aalborg Pirates vinder samlet med 5–4 |                                             |      |               |

| Dato                                    | Kamp                               | Res. | Perioder      |
| --------------------------------------- | ---------------------------------- | ---- | ------------- |
| 12.9.                                   | Odense Bulldogs – Herning Blue Fox | 8–2  | 2-0, 3-1, 3-1 |
| 13.9.                                   | Herning Blue Fox – Odense Bulldogs | 8–1  | 2-0, 1-0, 5-1 |
| Herning Blue Fox vinder samlet med 10–9 |                                    |      |               |

| Dato                                       | Kamp                                 | Res. | Perioder      |
| ------------------------------------------ | ------------------------------------ | ---- | ------------- |
| 12.9.                                      | Herlev Eagles – SønderjyskE Ishockey | 2–2  | 0-0, 2-1, 0-1 |
| 13.9.                                      | SønderjyskE Ishockey – Herlev Eagles | 7–0  | 4-0, 1-0, 2-0 |
| SønderjyskE Ishockey vinder samlet med 9–2 |                                      |      |               |

### Semifinaler
De fire kvartfinalevindere blev parret i to semifinaleopgør, der blev afgjort over to kampe. Lodtrækningen blev foretaget den 12. november 2014 og resulterede i følgende opgør, der blev spillet i perioden 9. - 11. januar 2015:
- Aalborg Pirates − SønderjyskE Ishockey
- Herning Blue Fox − Rødovre Mighty Bulls

| Dato                                       | Kamp                                   | Res. | Perioder      |
| ------------------------------------------ | -------------------------------------- | ---- | ------------- |
| 9.1.                                       | Aalborg Pirates – SønderjyskE Ishockey | 1–0  | 0-0, 1-0, 0-0 |
| 10.1.                                      | SønderjyskE Ishockey – Aalborg Pirates | 6–4  | 3-0, 1-2, 2-2 |
| SønderjyskE Ishockey vinder samlet med 6–5 |                                        |      |               |

| Dato                                   | Kamp                                    | Res. | Perioder      |
| -------------------------------------- | --------------------------------------- | ---- | ------------- |
| 9.1.                                   | Herning Blue Fox – Rødovre Mighty Bulls | 0–2  | 0-1, 0-0, 0-1 |
| 11.1.                                  | Rødovre Mighty Bulls – Herning Blue Fox | 1–4  | 0-1, 0-1, 1-2 |
| Herning Blue Fox vinder samlet med 4–3 |                                         |      |               |

### Finale
Finalen blev spillet den 15. februar 2015 i SE Arena i Vojens med deltagelse af de to semifinalister.
| Dato  | Kamp                                    | Res. | Perioder      |
| ----- | --------------------------------------- | ---- | ------------- |
| 15.2. | SønderjyskE Ishockey – Herning Blue Fox | 1–2  | 1-1, 0-0, 0-1 |